# 米哈伊爾·薩卡什維利
米哈伊爾·薩卡什維利（喬治亞語： [ˈmiχɛil ˈsɑːkʼɑʃʷili]；烏克蘭語： [m⁽ʲ⁾ixeˈil sɐːkɐʃˈwil⁽ʲ⁾i]；1967年12月21日—），格鲁吉亚和乌克兰政治人物，為前任格鲁吉亚总统和前任乌克兰敖德萨州州长。據報導，薩卡什維利至少精通七種語言，包含英語、法語、俄語和烏克蘭語，妻子桑德拉·魯洛夫斯為荷蘭人。

## 早期生活
萨卡什维利出生于前苏联格鲁吉亚苏维埃社会主义共和国第比利斯，父母分别是医生和历史学家。
1992年毕业于基辅大学国际法专业，1994年在哥倫比亞大学法学院取得法学碩士学位。1995年12月，他与友人祖拉布·日瓦尼亚一同代表格鲁吉亚公民联盟参选国会议员，两人双双当选。2000年10月12日，萨卡什维利成为爱德华·谢瓦尔德纳泽政府的司法部长，2001年9月5日因不满政府贪污问题严重而辞职。

## 格鲁吉亚总统
2001年10月，萨卡什维利组建统一民族运动党，2002年6月当选第比利斯市议会主席，2003年11月在“玫瑰革命”期間，薩卡什維利帶領支持者佔據國會大樓，謝瓦爾德納澤當晚落荒而逃，翌日辭去總統職務。2004年1月4日他以96.27%的得票率当选格鲁吉亚总统。他的勝利，象征格魯吉亞轉向親美和親西方的政策，他領導的政府支持加入歐盟和北約。
薩卡什維利曾在《外交政策》雜誌指出，他接手的格魯吉亞政府是個爛攤子，警方貪贓枉法問題特別嚴重－警員沒有履行確保公共安全的基本責任，反而以勒索公民自肥，也變相壯大黑幫勢力。這些黑幫在前蘇聯地區被稱為「律賊」（вор в зако́не），他們與警方勾結並取代警方負擔維持治安的責任，幫會領袖甚至擔任法官、陪審員、劊子手。此後，他針對警隊發起改革使格魯吉亞暴力犯罪案件隨之減少66%，曾經猖獗的劫車和汽車盜竊罪案近乎絕跡，整體犯罪率下跌超過50%。
2007年11月25日，米哈伊爾·薩卡什維利辭去總統職務，由議長妮諾·布爾賈納澤代行總統職責。2008年1月5日的總統選舉中再次當選總統，1月20日正式回任。
打壓親俄的反對派人士，與俄羅斯關係更形緊張。8月8日出兵俄罗斯驻军的南奥塞梯，引发俄武力反制，南奧塞梯及阿布哈茲脫離格魯吉亞主權控制。
之後他的政府修改憲法，2014年後把總統的大部分職權轉移至總理，改制為議會制，以在卸任後有機會以總理身份繼續主政。2012年议會選舉，他領導的统一民族运动黨慘敗，以65席之差敗予反對派格鲁吉亚梦想联盟的85席。2013年總統大選，格鲁吉亚梦想联盟的候選人勝出，他隨後卸任，結束近10年的執政。

## 转战烏克蘭政坛
卸任后，萨卡什维利受到贪腐和滥用职权的指控，海外逃亡乌克兰，但烏克蘭政府拒绝将其引渡回格魯吉亞受审。2015年5月29日，烏克蘭總統彼得罗·波罗申科給予薩卡什維利烏克蘭公民權，並於5月30日任命他為敖德萨州州長。薩卡什維利稍後表示放棄格魯吉亞公民權。12月4日，格魯吉亞總統格奥尔基·马尔格韦拉什维利簽署總統令，依據格魯吉亞國籍法剝奪薩卡什維利的格魯吉亞公民權。
2017年7月26日，由于被指向乌克兰移民机关提供虚假个人信息，萨卡什维利被剥夺乌克兰公民权。由于早前已经被剥夺格鲁吉亚国籍，萨卡什维利成为无国籍人士。当时萨卡什维利正在美国。

## 通缉和逮捕
2017年9月10日，萨卡什维利在数百名支持者帮助下，强行从波兰非法进入乌境内。随后，关于他的罪名还不确定，他在支持者的簇拥下到达乌克兰议会。他向基辅州国家移民局再次申请难民身份和政治庇护，但遭拒绝。基辅区行政法院起诉失败后，他又向基辅上诉行政法院提出了上诉。基辅上诉行政法院裁定维持原判，支持乌国家移民局拒绝为其提供难民身份的决定。
2017年12月5日，萨卡什维利被乌克兰基辅警方逮捕，其支持者挡住扣押萨卡什维利汽车的道路，制造骚乱将其解救。此前的抓捕行动中，他本人在一栋8层楼的楼顶威胁自杀，随后被警方逮捕并在一片混乱中被支持者解救。乌克兰检察官此前曾向记者表示，24小时内，整个乌克兰安全体系将尽其所能，把“无国籍”的萨卡什维利绳之以法。12月6日，乌克兰总检察院发布声明，格鲁吉亚前总统萨卡什维利因涉嫌刑事犯罪，遭乌总检察院通缉，并将由乌警方和安全局实施抓捕。

## 遣送波兰
2018年1月，格鲁吉亚第比利斯一法院以滥用职权罪缺席，判决萨卡什维利3年监禁，並進行國際通緝。
乌克兰国家边防局发言人斯洛博江在2018年1月12日宣布，格鲁吉亚前总统萨卡什维利已于当天被遣送回波兰。2018年2月14日，他通过家庭团聚的政策获得荷兰永久居住权并移居彼地。

## 恢复烏克蘭国籍
2019年5月28日，乌克兰总统网站发布的总统令中称，泽连斯基下令归还萨卡什维利的乌克兰国籍。乌克兰前总统波罗申科2017年7月下令剥夺萨卡什维利乌克兰国籍，当时他位于美国。据悉乌克兰总统网站5月28日消息，新任总统泽连斯基当天发布命令，修改波罗申科2017年7月26日签署的“关于剥夺一些人乌克兰国籍的命令”，删除其中有关剥夺萨卡什维利乌克兰国籍的条款。2020年5月，萨卡什维利被任命为乌克兰国家改革委员会执行委员会主席。

## 被喬治亞警方逮捕
2021年10月，萨卡什维利从乌克兰返回喬治亞，随即被喬治亞警方逮捕并送往监狱。 
2022年6月28日，欧洲委員会发表了一项声明，他们说他必须立即在国外的特殊机构接受治疗：“米哈伊尔·萨卡什维利需要医疗帮助！我们对格鲁吉亚前总统米哈伊尔·萨卡什维利的健康感到担忧，他自去年以来一直在格鲁吉亚入狱。几位独立医生在监狱里对萨卡什维利进行检查后说，他患有多种疾病，包括饮食失调和韦尼克脑病，这是一种严重的神经系统疾病。我们还担心格鲁吉亚捍卫者和乌克兰监察员提出的建议没有得到落实。他迫切需要被带到现代诊所接受治疗，以消除压力因素。不这样做可能会导致痴呆、多器官衰竭和死亡。人权组织国际特赦组织也对萨卡什维利的健康表示担忧。我们呼吁格鲁吉亚政府尽其所能，确保米哈伊尔·萨卡什维利的健康能够稳定下来。此外，在已经有此类病例经验的欧洲专科诊所进行治疗是有意义的。我们主要关注人道主义行为。然而，我们也对格鲁吉亚民主的稳定性感到担忧，并担心社会中已经很深的裂痕会进一步加深。格鲁吉亚迫切需要一个政治和解进程。如果萨卡什维利病重，甚至因监禁而死亡，这样的过程将是有毒的。”
2023年7月，萨卡什维利在格鲁吉亚接受法庭审理，因在狱中绝食，他几乎瘦成皮包骨。支持萨卡什维利的烏克蘭總統澤倫斯基为他发声，并下令驱逐格鲁吉亚驻乌克兰大使，以示对格鲁吉亚政府的不满，澤倫斯基同时指责俄罗斯当局试图谋害萨卡什维利。

## 備注
1. ↑  格魯吉亞語羅馬化：Mikheil Saak'ashvili
2. ↑  烏克蘭語羅馬化：Mikheil Saakashvili